# Рива Фаралди (Империја)
Рива Фаралди је насеље у Италији у округу Империја, региону Лигурија.
Према процени из 2011. у насељу је живело 193 становника. Насеље се налази на надморској висини од 181 м.